# Abstract: The Art of Design
Abstract: The Art of Design (Abstrato: A Arte do Design em tradução livre) é uma série documental original da Netflix que mostra artistas do ramo do design. A série conta com duas temporadas, a primeira tendo sido lançada no dia 10 de fevereiro de 2017 e a segunda no dia 25 de setembro de 2019. A série foi criada pelo ex-editor-chefe da Wired, Scott Dadich.

## Episódios

### Temporada 1 (2017)
| EP. | Título                                  |
| --- | --------------------------------------- |
| 1   | "Christoph Niemann: ilustrador"         |
| 2   | "Tinker Hatfield: designer de tênis"    |
| 3   | "Es Devlin: cenógrafa"                  |
| 4   | "Bjarke Ingels: arquiteto"              |
| 5   | "Ralph Gilles: designer de automóveis"  |
| 6   | "Paula Sher: designer gráfico"          |
| 7   | "Platon: fotógrafo"                     |
| 8   | "Ilse Crawford: designer de interiores" |

#### Christoph Niemann: ilustrador
De capas de revista a esboços no Instagram, o ilustrador Christoph Niemann brinca com o abstrato e a interatividade e questiona a autenticidade.

#### Tinker Hatfield: designer de tênis
O passado de Tinker Hatfield na arquitetura e nos esportes inspirou seus designs para a Nike, incluindo a da famosa linha Air Jordan,

#### Es Devlin: cenógrafa
A cenógrafa Es Devlin cria cenários sugestivos para shows, óperas, peças de teatro e desfiles de moda usando luz, filme, escultura e até chuva.

#### Bjarke Ingels: arquiteto
O arquiteto Bjarkle Ingels une função, diversão e sustentabilidade em seus designs com "utopia pragmática", como uma usina sustentável com uma pista de esqui no telhado.

#### Ralph Gilles: designer de automóveis
Como líder global do setor de design da Fiat Chrysler, Ralph Gilles leva a marca ao futuro com carros esporte elegantes e uma van elétrica autônoma.

#### Paula Scher: designer gráfico
A designer gráfica Paula Scher pinta com palavras desenvolvendo a identidade visual de marcas e instituições icônicas pelo mundo afora.

#### Platon: fotógrafo
Os retratos de Platon captam as almas de líderes mundiais e pessoas comuns. um ensaio fotográfico com o General Colin Pawell nos dá uma visão do seu processo.

#### Ilse Crawford: designer de interiores
A designer de interiores Ilse Crawford cria espaços e objetos que estimulam os sentidos e promovem o bem-estar, tanto para hotéis de luxo quanto para o varejo de móveis.

### Temporada 2 (2019)
| EP. | Título                                   |
| --- | ---------------------------------------- |
| 1   | "Olafur Eliasson: O design da arte"      |
| 2   | "Neri Oxman: Bioarquitetura"             |
| 3   | Ruth Carter: Design de figurino          |
| 4   | Cas Holman: Design para brincar          |
| 5   | Ian Spalter: Design de produtos digitais |
| 6   | Jonathan Hoefler: Design tipográfico     |

#### Olafur Eliasson: O design da arte
Olafur Eliasson cria instalações sensoriais, como o sol iluminado por lâmpadas exibido na Tate Modern, em Londres, e os pedaços de gelo ártico que levou às ruas.

#### Neri Oxman: Bioarquitetura
Será que crises ambientais têm saída? No MIT, a professora Neri Oxman desenvolve novos materiais que imitam a natureza.

#### Ruth Carter: Design de figurino
Conheça Ruth E. Carter, contadora de histórias visuais, grande colaboradora de Spike Lee e vencedora do Oscar pelo figurina afrofuturista de Pantera Negra.

#### Cas Holman: Design para brincar
Fundadora de uma empresa de brinquedos, Cas Holman cria ferramentas e objetos desenvolvidos para inspirar crianças (e adultos) a brincar com criatividade.

#### Ian Spalter: Design de produtos digitais
Na esteira de influentes projetos para a Nike e o Instagram, Ian Spalter conta como experimenta novos designs de produtos.

#### Jonatahn Hoefler: Design tipográfico
Jonathan Hoefler busca inspiração em relógios antigos, mergulha em suas criações para a Apple, relembra seu trabalho na campanha de Barack Obama e mais.